# Konståret 1928

## Händelser

### Augusti
- Augusti - Ben Nicholson och Kit Wood besöker Saint Ives i Cornwall i England, Storbritannien där han träffar målaren och förre fiskaren Alfred Wallis.[1]

### Okänt datum
- Konstföreningen Aura bildas i Lund, Sverige.
- Otte Sköld och Åke Pernby startade Otte Skölds målarskola.

## Verk
- Otto Dix – Storstad (Großstadt)
- Ivan Meštrović – Pobednik
- Georg Nordensvan, Svensk konst och svenska konstnärer i nittonde århundradet (2 delar, 1925-1928)

## Födda
- 11 januari - Inga Olofsson, svensk folkskollärare, tecknare och målare.
- 21 februari - Philip von Schantz (död 1998), svensk konstnär, målare och grafiker.
- 27 februari - Alfred Hrdlicka (död 2009), österrikisk bildhuggare, tecknare, målare och grafiker.
- 16 mars - Harald Axelsson (död 2011), svensk glasgravör.
- 28 mars - Gunilla Palmstierna-Weiss, svensk scenograf, skulptör och keramiker.
- 28 april - Yves Klein (död 1962), fransk målare, skulptör och performanceartist.
- 14 maj - Börje Lindberg, svensk skulptör,
- 2 juni - Stig Claesson (död 2008), svensk konstnär och författare.
- 3 juni - Donald Judd (död 1994), amerikansk konstnär.
- 2 juli - Paul Isling, svensk formgivare och gravör.
- 8 juni - Pye Engström, svensk skulptör.
- 17 juni - Marianne Westman (död 2017), svensk formgivare och keramiker.
- 17 juli - Eino Hanski (död 2000), svensk-finsk-rysk-karelsk författare, dramatiker och skulptör.
- 6 augusti - Andy Warhol (död 1987), amerikansk konstnär, grafiker och filmskapare.
- 9 september - Sol LeWitt (död 2007), amerikansk konstnär.
- 13 september - Robert Indiana, amerikansk målare och skulptör.
- 21 september - Ingegerd Möller,  svensk konstnär.
- 3 november - Osamu Tezuka (död 1989), japansk animatör.
- 10 november - Beppe Wolgers (död 1986), svensk författare, poet, skådespelare och konstnär.
- 17 november - Arman (död 2005), fransk målare och skulptör.
- 27 november – Birgit Ståhl-Nyberg (död 1982), svensk konstnär.
- 3 december – Christer von Rosen (död 2015), svensk grafiker, målare och tecknare.
- 12 december – Helen Frankenthaler (död 2011), amerikansk målare i den abstrakta expressionismens stil.
- 13 december – Wolfgang Hutter (död 2014), österrikisk målare och grafiker.
- 15 december – Friedensreich Hundertwasser (död 2000), österrikisk och nyzeeländsk konstnär.
- 28 december – Öyvind Fahlström (död 1976), svensk författare, text-ljudkompositör, dramatiker och konstnär.

## Avlidna
- 8 januari – Axel Tallberg (född 1860), svensk grafiker och målare.
- 26 januari – Henrietta Rae (född 1859), engelsk målare.
- 18 februari – Karin Bergöö (Larsson) (född 1859), svensk konstnär.
- 31 mars – Medardo Rosso (född 1858), italiensk skulptör.
- 22 juni – A.B. Frost (född 1851), amerikansk illustratör.
- 24 september – Carl Wilhelmson (född 1866), svensk konstnär och professor.
- 14 november – Mauritz Larsson (född 1869), svensk konstnär och uppfinnare.
- 29 december – Eilif Peterssen (född 1852), norsk tecknare och målare.
- okänt datum - Carl Fredrik Hägg (född 1843), svensk tunnbindarförman och självlärd satirtecknare

### Fotnoter
1. ↑  Nicholson, Ben (1943). ”Alfred Wallis”. Alfred Wallis. Arkiverad från originalet den 4 mars 2016. https://web.archive.org/web/20160304133238/http://www.andyblair.co.uk/alfredwallis/nicholson.html. Läst 11 mars 2011.